# Emmesomyia natalia
Emmesomyia natalia este o specie de muște din genul Emmesomyia, familia Anthomyiidae, descrisă de Malloch în anul 1924. Conform Catalogue of Life specia Emmesomyia natalia nu are subspecii cunoscute.